# Chiến trường Địa Trung Hải và Trung Đông (Thế chiến thứ hai)
Mặt trận Địa Trung Hải và Trung Đông trong Chiến tranh thế giới thứ hai gồm nhiều trận đánh trên biển, đất liền và trên không giữa quân đội Đồng Minh và khối Trục tại Địa Trung Hải và Trung Đông - kéo dài từ 10 tháng 6 năm 1940, khi phát xít Ý theo phe Đức Quốc xã tuyên chiến với Đồng Minh, cho đến khi lực lượng phe Trục tại Ý đầu hàng Đồng minh ngày 2 tháng 5 năm 1945.
Nhiều cuộc phân tranh vũ trang vẫn tiếp tục ở Hy Lạp, tại đó quân đội Anh Quốc được điều đến hỗ trợ phe chính quyền Hy Lạp trong cuộc giai đoạn đầu của cuộc nội chiến Hy Lạp.

## Bắc Phi
Ngày 11 tháng 6 năm 1940, sau khi Phát xít Ý tuyên chiến với phe Đồng Minh, quân đội Ý chạm súng nhiều phen với quân Anh. Nổi bật nhất là trận đánh tại đồn Capuzzo.
Thủ lĩnh Ý là Benito Mussolini muốn nhanh chóng tạo liên kết giữa hai lực lượng Ý đang đóng quân vùng phía bắc (Africa Settentrionale Italiana, hay ASI) và phía đông (Africa Orientale Italiana, hay AOI) châu Phi. Ông cũng muốn thu phục Ai Cập, kênh Suez và các mỏ dầu Trung Đông. Đầu tháng 7 quân lính thuộc AOI băng ngang biên giới Sudan tấn công và đẩy lui một lực lượng nhỏ của quân Anh đang kiểm soát tuyến đường xe lửa tại Kassala. Quân Ý sau đó chiếm luôn một đồn quân sự của Anh tại Gallabat, gần biên giới Metemma, cách Kassala 320 km. Những thôn làng Ghezzan, Kurmuk và Dumbode cũng bị Ý chiếm đóng. Vì thiếu nhiên liệu, quân Ý không thể tiến sâu hơn nữa và dừng lại củng cố lực lượng, xây dựng ụ chống tăng, súng máy và đồn lính kiên cố tại Kassala và Gallabat. Đội quân Ý đóng tại Kassala phát triển lên cấp lữ đoàn.
Ngày 8 tháng 8 Mussolini ra lệnh ASI tấn công chiếm Ai Cập. Ngày 13 tháng 9 quân Ý từ căn cứ Cyrenaica, Libya kéo sang Ai Cập nhưng chỉ tiến đến được Sidi Barrani, không thu thập được nhiều lợi ích chiến lược. Cuối năm 1940, tướng Anh Archibald Wavell mở chiến dịch Compass phản công. Đến tháng 2 năm 1941 quân Anh đánh bại Tập đoàn quân 10 của Ý, đẩy quân Phát xít ra khỏi Ai Cập và lấn chiếm được một phần của Cyrenaica. Tháng 3, quân Ý thua to tại trận Kufra và mất mốc liên lạc quan trọng giữa hai lực lượng ASI và AOI.
Trong lúc đang đánh nhau tại Lybia, quân Trục tấn công Hy Lạp. Bộ chỉ huy Anh ra lệnh tướng Wavell ngừng truy đuổi quân Ý và đưa quân sang Hy Lạp tiếp ứng. Tuy ông không đồng ý, Wavell tuân lệnh. Quân Đồng Minh thua và Hy Lạp lọt vào tay quân Trục. Khi quân Anh trở về lại châu Phi thì Quân đoàn Thiết giáp châu Phi (Afrika Korps) của Đức Quốc xã do Erwin Rommel chỉ huy đã có mặt tại Bắc Phi. Hai bên giằng co nhiều phen và mãi đến đầu năm 1943, quân Anh dưới chỉ huy của Bernard Montgomery mới đẩy được quân Đức-Ý về Tunisia, sau chiến thắng tại trận El Alamein thứ hai.
Quân Hoa Kỳ do tướng Dwight D. Eisenhower chỉ huy mở chiến dịch Torch đổ bộ vào vùng tây bắc châu Phi ngày 8 tháng 11 năm 1942. Quân Rommel bị kẹp giữa hai lực lượng Đồng Minh, Hoa Kỳ bên tây và Anh bên đông. Tuy lâm vào thế nguy, Rommel dùng chiến thuật tinh tường, cầm cự được khá lâu. Nổi bật nhất là trận đánh tại đèo Kasserine. Quân Đồng Minh với lực lượng gấp bội, tiếp vận đầy đủ, dần dần đập vỡ các đơn vị của quân Trục trên tuyền phòng thủ Mareth. Ngày 13 tháng 5 năm 1943 lực lượng Đức-Ý tại Bắc Phi thực sự thất trận, với gần 240.000 lính bị bắt làm tù binh.

## Đông châu Phi
Mặt trận Đông Phi trong Chiến tranh thế giới thứ hai bắt đầu từ những cuộc tranh chấp vũ trang vào tháng 6 năm 1940 giữa quân đội Đế quốc Anh cùng các nước đồng minh thuộc địa và lực lượng viễn chinh Phát xít Ý Africa Orientale Italiana khi quân Ý tấn công Somaliland thuộc Anh. Quân Ý bị cô lập và thiếu tiếp vận nhiên liệu. Sau vài thành công đầu tiên quân Ý phải chuyển thế từ tấn công sang phòng thủ.
Ngày 18 tháng 5 năm 1941, quân Đồng Minh Anh tấn công và buộc phó vương Ý tại Ethiopia đầu hàng, kết thúc chính quyền thực dân Ý tại xứ này. Lực lượng Ý cố gắng cầm cự rải rác nhiều nơi nhưng dần dần kiệt sức và đơn vị cuối cùng đầu hàng vào tháng 11 tại Gondar. Kết quả Ý không chiếm được Somaliland, còn Ethiopia và Eritrea là thuộc địa của Ý trước chiến tranh thì rơi vào tay Đế quốc Anh.
Tháng 12 năm 1942, sau 101 ngày bị bao vây, Djibouti rơi vào tay quân Đồng Minh.

## Iraq
Từ năm 1932 tuy Iraq được Anh trả quyền độc lập nhưng vẫn phải chịu cho Anh thiết lập căn cứ quân sự trên lãnh thổ - chủ yếu tại Basra và Habbaniya phía đông bắc Baghdad. Vì vậy dân chúng Iraq bất mãn và chính quyền sau đó lọt vào tay thủ tướng thân Trục là Rashid Ali.
Quân Anh đưa lực lượng cấp sư đoàn của Ấn Độ đến bảo vệ Basra ngày 18 tháng 4. Ngày 30 tháng 4 quân Iraq dưới yểm trợ của Không quân Đức kéo đến bao vây căn cứ không quân Anh tại Habbaniya. Quân Anh-Ấn đánh bại quân thiếu kinh nghiệm của Iraq và nhân thế thắng tấn công thẳng vào Baghdad và Mosul. Rashid Ali cùng đồng bọn bỏ chạy. Anh thiết lập chính phủ thân Anh là vua Faisal II (Vương quốc Iraq).

## Syria và Liban
Trong trận đánh tại Iraq, quân Anh bắn rơi một máy bay của không quân Đức và tình nghi máy bay này được tiếp tế nhiên liệu từ căn cứ trong Syria hay Liban, lúc này đang thuộc chính phủ "trung lập" Vichy. Quân Đồng Minh quyết định tấn công Syria và Liban.
Ngày 8 tháng 6 năm 1941 quân Úc, Tự do Pháp, Ấn Độ và Anh mở Chiến dịch Exporter kéo từ Palestine sang đánh Liban. Quân Vichy anh dũng cầm cự nhưng dần đuối sức trước lực lượng địch quân quá hùng hậu. Quân Đồng Minh mở thêm các mũi tấn công từ Iraq vào Syria và hăm dọa hậu quân Vichy. Ngày 14 tháng 7 quân Vichy ký kết đầu hàng.

## Iran
Trong cuộc chiến chống Đức, Liên Xô cần rất nhiều tài nguyên và nhiên liệu. Tiếp vận đường biển từ phía bắc vào Murmansk và Arkhangelsk luôn bị quân địch chận phá. Tiếp vận từ Hoa Kỳ vào Vladivostok cũng không đủ. Liên Xô cần lập đường ống dẫn dầu qua lãnh thổ Iran nhưng vua Iran lúc này là Reza Shah Pahlavi thân Đức, không đồng thuận. Quân Anh phối hợp với quân Liên Xô xâm lăng Iran vào tháng 8 năm 1941, quân Iran thất bại, vua Reza Shah thoái vị và con trai ông là Mohammed Reza Pahlavi được tôn làm vua, buộc Iran phải theo phe Đồng Minh và cho phép mở ống dẫn dầu tiếp tế vào Nga.

## Hải chiến
Cuộc tranh chấp hải quân trên Địa Trung Hải là để giành kiểm soát và tạo phương tiện cho các cuộc đổ bộ lên đất liền ở các khu vực chung quanh biển này.
Trận đầu tiên xảy ra ngày 11 tháng 6 năm 1940 khi Phát xít Ý tấn công Malta. Ngày 3 tháng 7 hạm đội Pháp bị tiêu diệt tại Mers-el-Kebir. Hải quân Ý (Regia Marina) thua to tại trận Taranto ngày 11 tháng 11 năm 1940.

## Balkan
Chiến dịch tấn công bán đảo Balkan của phe Trục bắt đầu ngày 28 tháng 10 năm 1940 khi Ý xâm chiếm Hy Lạp và kết thúc ngày 1 tháng 6 năm 1941 khi đảo Crete thất thủ vào tay quân Đức-Ý.

### Hy Lạp
Cuối năm 1940, quân Ý từ Albania kéo sang tấn công Hy Lạp. Quân Hy Lạp không những thành công chận đứng mà còn đẩy ngược quân địch và lấn chiếm được gần một phần tư lãnh thổ Albania. Mùa xuân năm 1941, quân Đức kéo đến tiếp ứng và tham gia chiến trường Balkan, xâm chiếm Nam Tư và Hy Lạp.
Hy Lạp lúc đầu không muốn cho viện quân Anh vào xứ mình - vì Anh không thể hứa cung cấp đủ lực lượng quân sự. Hy Lạp chỉ nhờ Không quân Anh tiếp ứng trong cuộc chiến đánh Ý tại Albania. Nhưng khi thấy quân Đức tràn vào Bulgaria và mối đe dọa bị tấn công quá rõ ràng, Hy Lạp biết tình thế khá nguy hiểm, phải kêu cứu cho quân Anh và Đồng Minh vào yểm trợ.
Quân Đức tấn công Hy Lạp và chiến thắng dễ dàng, dẹp tan các phản kháng của quân lực Đồng Minh-Anh-Hy Lạp. Quân Anh chạy về đảo Crete. Quân Đức thả lính dù vào đảo này và tuy tổn thất nặng nề, đẩy lui được quân Anh ra khỏi chiến cuộc. Sau khi hoàn tất sườn phía nam, quân Đức sửa soạn đánh sang sườn phía đông.

### Nam Tư
Tháng 4 năm 1941, quân Đức-Ý và Hungary-Bulgaria tấn công Nam Tư và chỉ trong 11 ngày đánh tan quân đội hoàng gia Nam Tư. Lãnh thổ Nam Tư được chia chác giữa các lực lượng xâm lược, và cho thành lập hai quốc gia mới là Croatia và Serbia. Josip Broz Tito khởi binh cộng sản Nam Tư kháng chiến chống quân Đức. Quân Chetniks của Serbia lúc đầu chống Đức nhưng sau lại trở cờ theo phò Đức đánh quân của Tito. Quân Tito dần chiếm được thế thượng phong, lại có thêm yểm trợ của Đồng Minh và Liên Xô, cuối cùng đánh đuổi được quân phát xít ra khỏi Nam Tư.

## Các lãnh thổ ven biển thuộc Phát xít Ý
Trong giai đoạn đầu của Chiến tranh thế giới thư hai Phát xít Ý chiếm đóng các vùng ven biển Địa Trung Hải sau đây:
- Pháp: Tháng 6 năm 1940 đến tháng 9 năm 1943, khu sông Menton (giữa Monte Carlo và biên giới Ý). Tháng 11 năm 1942 đến tháng 9 năm 1943, đồng bằng sông Rhône đến khu Riviera.
- Corsica: Tháng 11 năm 1942 đến tháng 9 năm 1943.
- Nam Tư: Tháng 4 năm 1941 đến tháng 9 năm 1943, gần hết lãnh thổ ven biển thuộc Dalmatia và Montenegro.
- Albania: Từ năm 1939 đến tháng 9 năm 1943.
- Hy Lạp: Tháng 4 năm 1941 đến tháng 9 năm 1943, từ Epirus đến Thessalia và gần toàn bộ đảo Aegean (và phía đông đảo Crete).
- Dodecanese: Từ năm 1912 đến tháng 9 năm 1943.
- Tunisia: Tháng 11 năm 1942 đến tháng 9 năm 1943.
- Libya: Từ năm 1911 đến 1943.
- Ai Cập: Ven biển phía tây đến El Alamein (giằng co với quân Đồng Minh/Anh) từ tháng 6 năm 1940 đến tháng 11 năm 1942.

## Gibraltar và đảo Malta
Gibraltar là một căn cứ quân sự quan trọng không chỉ vì vị trí chiến lược kiểm soát tàu bè qua lại giữa Đại Tây Dương và Địa Trung Hải, mà còn vì địa thế rất hiểm trở gây khó khăn cho quân địch đến tấn công. Từ thế kỷ 18 Gibralta thuộc lực lượng vũ trang và hải quân Hoàng gia Anh. Năm 1940 Lực lượng H dưới chỉ huy của Phó đề đốc James Somerville đang đóng giữ tại đây, giữ an ninh đường biển cho các cuộc tiếp vận đến chiến trường Malta.
Đảo Malta nằm gần Ý nên hiển nhiên trở thành mục tiêu quân sự đầu tiên của cuộc bành trướng phát xít. Trong thời gian đầu bộ chỉ huy Anh không tiếp ứng Malta vì cho rằng hòn đảo nhỏ bé này sẽ bị Ý khuất phục nhanh chóng. Quân phòng vệ Malta lúc này chỉ có 6 chiếc máy bay hai tầng cánh cũ kỹ. Sau khi theo dõi cuộc không chiến đầu tiên với quân Trục, quân Đồng Minh nhận thức được hòn đảo này có vị trí chiến lược quan trọng (kiểm soát lối vào Bắc Phi từ châu Âu) và có thể chống chọi được với quân Trục. Lập tức không quân và các đoàn tàu hàng Đồng Minh kéo đến bảo vệ và tiếp viện Malta. Quân Ý một mặt bao vây đường biển một mặt mở cuộc oanh tạc liên tục. Nhân dân Malta sống khổ sở, phải chia khẩu phần vì thiếu thốn lương thực. Tháng 7 năm 1940, quân Đồng Minh cho 12 chiếc máy bay Hawker Hurricane đến tiếp ứng. Bên kia, không quân Đức cũng đến tiếp sức quân Ý. Quân Đồng Minh chịu thiệt hại nặng nề. Trong một cuộc tiếp vận đường biển, một đoàn tàu hàng gồm 115 chiếc từ Anh sang bị tấn công và chỉ 2 chiếc sống sót về đến bến. Mussolini vênh váo rằng Địa Trung Hải lâu nay vẫn là Biển Riêng của Ý.
Đầu năm 1942, nhân lúc tình hình lắng động, quân Anh cho thêm 61 chiếc Spitfire vào tăng cường sức kháng cự của quân đội Malta nhưng lương thực nhiên liệu vẫn khan hiếm. Dần dần quân Đồng Minh đưa được tiếp tế đến Malta nhiều hơn nhưng phần lớn tàu hàng bị phá hỏng không trở về Anh được.
Nhờ giữ được Malta, quân Đồng Minh kiểm soát được Địa Trung Hải. Từ đảo này, hải quân Anh đưa tàu ngầm ra phá hủy rất nhiều tàu bè của quân phe Trục và khống chế tiếp vận cho Rommel tại chiến trường Bắc Phi.

## Quần đảo Dodecanese
Khi Phát xít Ý sụp đổ vào tháng 9 năm 1943, quân Đồng Minh và Đức thi nhau tranh giành chiếm đóng các đảo nhỏ thuộc quần đảo Dodecanese trên biển Aegean phía tây Hy Lạp. Đảo lớn nhất Rhodes bị quân Đức chiếm trong khi quân Anh chiếm gần hết các đảo còn lại. Quân Đức dùng không quân và chiến thuật khéo léo đánh bại quân Anh, lúc này vẫn còn thiếu tiệp vận. Lính dù và các toán cảm tử quân Đức nhảy vào chiếm đảo Kos trong hai ngày đầu tháng 10. Tiếo theo là cuộc không chiến khủng khiếp kéo dài 50 ngày trên hòn đảo Leros. Quân Ý (theo phe Đồng Minh) do đề đốc Mascherpa chỉ huy kháng cự cuộc oanh tạc của Đức trước khi quân Anh đến tiếp ứng. Lính Đức đổ bộ lên đảo này ngày 12 tháng 11. Quân Ý đầu hàng 4 ngày sau đó. Quân Anh và Đồng Minh thua chạy về Trung Đông.

## Chiến trường Ý
Sau thắng lợi tại mặt trận Bắc Phi quân Đồng Minh mở Chiến dịch Husky, đổ bộ từ biển và thả lính dù vào đảo Sicilia của Ý ngày 10 tháng 7 năm 1943. Quân Đức không bảo vệ được hòn đảo và phải rút lui để bảo toàn lực lượng ngày 17 tháng 8.
Quân Liên hiệp Anh mở đầu cuộc tấn công vào đất Ý ngày 3 tháng 9 với Chiến dịch Baytown. Chính phủ Ý đầu hàng ngày 8 tháng 9. Quân Đức tiếp tục chống giữ đất Ý mặc dầu quân Ý đã buông súng. Ngày 9 tháng 9 quân đội Hoa Kỳ mở Chiến dịch Avalanche đổ bộ vào đảo Salerno trong khi quân Anh mở Chiến dịch Slapstick tấn công Taranto. Tuy gặp địa hình hiểm trở làm chậm bước tiến, quân Đông Minh vẫn tiếp tục đẩy lùi quân Đức.
Cuối năm 1943, quân Đức thiết lập Tuyến phòng thủ Mùa Đông (một phần còn gọi là Tuyến Gustav) ngăn cản quân Đồng Minh. Quân Đòng Minh cho thủy quân lục chiến đánh bọc hậu tuyến này nhưng thất bại. Mùa xuân năm 1944 quân Đồng Minh tấn công Monte Cassino và phá vỡ được tuyến phòng thủ của Đức, tiến tới chiếm đóng thủ phủ Roma vào tháng 6 năm 1944.
Sau khi Roma thất thủ, quân Đồng Minh mở cuộc đổ bộ vào Normandy tấn công Tây Âu. Quân Đức phải đối phó cả hai mặt, với quân Liên Xô đang thắng thế tại mặt trận Đông Âu. Do đó, chiến trường Ý không được hai phe quan tâm đến nhiều. Quân Đức phòng thủ phần đất Ý tại Tuyến Gothic phía bắc Roma cho đến mùa xuân năm 1945 mới phải đầu hàng.
Trong hai năm sau cùng của Chiến tranh thế giới thứ hai, quân Đồng Minh tại chiến trường Ý gồm quân của nhiều sắc tộc như Hoa Kỳ với Sư đoàn 92 Lục quân Mỹ gốc Phi, Trung đoàn 442 Mỹ gốc Nhật; Lực lượng viễn chinh Brasil, quân Anh, quân Canada, Tiệp Khắc, quân viễn chinh Pháp, Hy Lạp, quân kháng chiến Ý, Sư đoàn 2 New Zealand, Quân đoàn 2 Ba Lan, Sư đoàn 6 Thiết giáp Nam Phi, Sư đoàn 8 Lục quân Ấn Độ, và nhiều đội quân các nược thuộc địa cũ như Algeria, Gurkhas, và Palestine.
Ngày 1 tháng 5 năm 1945, tướng SS Karl Wolff cùng tư lệnh Tập đoàn quân 10 Đức là Heinrich von Vietinghoff ra lệnh lính Đức ngưng bắn. Quân Đức tại Ý chính thức đầu hàng ngày 2 tháng 5.

## Tấn công vào miền nam nước Pháp
Sau cuộc đổ bộ vào Normandy tấn công phía tây nước Pháp, quân Đồng Minh mở thêm Chiến dịch Dragoon từ Địa trung Hải tấn công phía nam và chiếm hai thành phố Toulon và Cannes. Quân Đồng Minh nhanh chóng mở đường tràn lên phía đông bắc, liên hợp được với Cụm tập đoàn quân 12 Hoa Kỳ đang tiến vào từ Normandy. Đầu tháng 9 năm 1944, Tập đoàn quân 6 từng đánh tại mặt trận Địa Trung Hải được chuyển về trực thuộc tư lệnh mặt trận Tây Âu.

## Tranh chấp thời hậu chiến

### Trieste
Ngay ngày cuối của cuộc chiến thế giới 1 tháng 5 năm 1945, quân Nam Tư của Tito và quân Serbia chiếm thành phố Trieste. Khi quân Đức đầu hàng, quân Đồng Minh kéo vào và quân Nam Tư Serbia phải nhường lại thành phố này vài ngày sau.

### Hy Lạp
Khi quân Đức bỏ chạy, quân đội Đồng Minh kéo vào Hy Lạp nhưng gặp phải phản kháng của lực lượng Mặt trận Giải phóng Quốc gia Hy Lạp. Tháng 12 năm 1945 hai bên đánh nhau tại thủ phủ Athens và mở đầu cho cuộc Nội chiến Hy Lạp.